# Ateliers de Mécanique du Centre

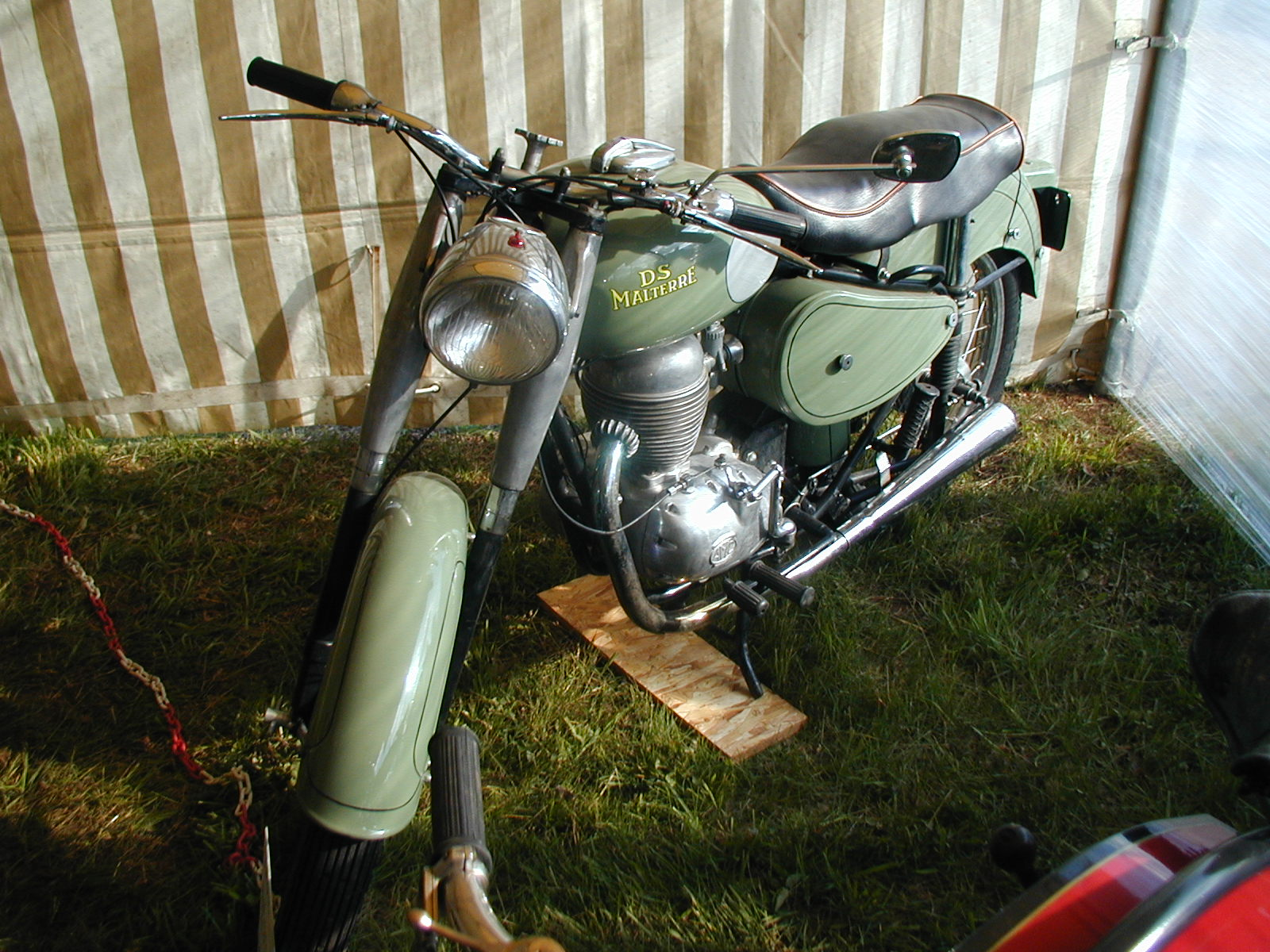
Een AMC-motor op een DS-Malterre uit 1954

AMC  is een Frans historisch merk van motorfietsen.
De bedrijfsnaam was: Ateliers de Mécanique du Centre, Clermont-Ferrand.
In de bezettingsjaren tijdens de Tweede Wereldoorlog was ook in Frankrijk de productie van motorfietsen bijna onmogelijk, maar de broers Louis en Henri Chartoire bouwden in 1942 hun eerste inbouwmotor, een 99cc-viertaktmotor. Het motortje had drie versnellingen en was bestemd voor kettingaandrijving. In de volgende jaren werd de cilinderinhoud steeds iets groter: in 1943 108 cc en in 1945 125 cc met vier versnellingen. Vanaf dat moment gingen de ontwikkelingen gestaag, omdat er in Frankrijk net als in de rest van Europa behoefte ontstond aan goedkope vervoermiddelen en veel fabrikanten de AMC-inbouwmotoren gingen gebruiken. Om aan de behoefte te voldoen volgden 118cc- (1948), 123cc- (1949) en 170cc-motoren. Eind 1953 presenteerde het merk een 250cc-blokmotor met bovenliggende nokkenas, vier versnellingen en voetschakeling. Van deze motor, die 13 pk leverde, volgde ook een 350cc-versie. In dat jaar leverde AMC ook 125-150- en 175cc-viertaktmotoren met laagliggende nokkenassen. In 1955 presenteerde men een tweetaktmotor, de 99cc-Mustang. Daaruit werden in 1956 twee nieuwe motoren ontwikkeld: de 125cc-modellen Isard en Eland, met respectievelijk drie en vier versnellingen. Deze modellen hadden allemaal liggende cilinders met lichtmetalen cilinderkoppen. In 1957 volgden nieuwe 99- en 125cc-tweetaktmotoren en ook 125- en 175cc-viertaktmotoren, terwijl de 250cc-motor met bovenliggende nokkenas in het programma bleef, maar rond die tijd eindigde de productie ook.